# K理論
K-理論（Kりろん、英: K-theory）は、大まかには、大きな行列を用いて定まる空間の不変量についての理論である。位相空間やスキーム上で定義されたベクトル束で生成される環の研究に端を発する。代数トポロジーにおける K-理論は、位相的 K-理論と呼ばれる一種の超常コホモロジー論である。代数学や代数幾何学における K-理論は代数的 K-理論と呼ばれる。また、K-理論は作用素環論においても基本的な道具である。
K-理論は、位相空間やスキームに対して環を対応させる K-函手の族を構成する。これらの環は、元の空間やスキームの構造のいくつかの側面を反映している。代数トポロジーにおいてホモロジーやコホモロジーといった群への函手を考えるのと同様に、元の空間やスキームを直接調べるよりもこのような環の方が容易に種々の性質をしらべることができる。K-理論のアプローチから得られる結果の例としては、ボットの周期性(Bott periodicity)やアティヤ＝シンガーの指数定理やアダムズ作用素(Adams operation)がある。
高エネルギー物理学では、K-理論、特にツイストした K-理論(twisted K-theory)は、II-型弦理論に現れる。そこでは、K-理論が、Dブレーンやラモン-ラモン場(Ramond–Ramond field)の強さ、一般化された複素多様体上のスピノルを分類すると予想されている。物性物理学では、K-理論は、トポロジカル絶縁体、超伝導や安定フェルミ面を分類することに使われる。詳細はK-理論 (物理学)(K-theory (physics))の項を参照。

## 黎明期
K理論はアレクサンドル・グロタンディークがグロタンディーク-リーマンロッホの定理(Grothendieck–Riemann–Roch theorem)を定式化する際に考案された。K理論のKは「類」を意味するドイツ語 "Klasse" の頭文字に由来する。グロタンディークは、代数多様体 X 上の連接層を扱う必要があった。このために層自体を直接扱うのではなく、層の同型類(isomorphism class)を生成系に持ち、それらの拡大が群の和となるような関係式を用いて群を定義した。この群は、局所自由層からつくられる時 K(X)、任意の連接層を用いるときは G(X) と書かれ、いずれもグロタンディーク群と呼ばれる。K(X) はコホモロジー的であり、G(X) はホモロジー的に振る舞う。
X が滑らかな代数多様体のとき、この二つのグロタンディーク群は一致する。X が滑らかなアフィン代数多様体ならば、局所自由層の任意の拡大は分裂するので、別な方法でグロタンディーク群を定義することもできる。
位相空間 X に対してもその K 理論をベクトル束に同じ構成を適用することで、Atiyah & Hirzebruch (1959) により定義された。ボット周期性定理(Bott periodicity theorem)を用いることで、K理論を超常コホモロジー論(extraordinary cohomology theory)の基礎とした。これは指数定理の別証明 (circa 1962) において重要な役割を果たす。さらにこのアプローチはC*-環に対する非可換 K-理論を導く。 
1955年にはすでにジャン＝ピエール・セールは、ベクトル束のアナロジーとして射影加群を用いて「多項式環上の任意の有限生成射影加群が自由加群である」ことを言うセール予想(Serre's conjecture)を定式化していたが、これが肯定的に解かれたのは20年を経た後のことであった（スワンの定理(Swan's theorem)はこのアナロジーのもうひとつの側面である）。

## 理論の展開
代数的 K-理論のもうひとつの歴史的な起源は、ホワイトヘッドらによる仕事にも見られる。これは後にホワイトヘッドねじれ(Whitehead torsion)と呼ばれるものである。
その後「高次 K-理論函手」の部分的な定義がさまざまに提唱され、最終的にダニエル・キレンによって1969年と1972年にホモトピー論を用いた互いに同値な二つの有力な定義が与えられた。また、擬イソトピー(pseudo-isotopy)の研究と関連する「空間の代数的 K-理論」を調べるため、K-理論の一変形がフリードヘルム・ヴァルトハウゼンによっても与えられた。現代に於いては高次 K-理論の研究は、代数幾何学およびモチーフコホモロジーと関連する。
付帯二次形式をもつ対応する構成は、一般にL-理論と名付けられ、手術(surgery)の主な道具立てとなっている。
弦理論において、ラモン-ラモン場(Ramond–Ramond field)の強さや安定 Dブレーンのチャージの K-理論分類が、初めて提唱されたのは1997年のことであった。

## 応用

### チャーン指標
チャーン類は、空間の位相的K-理論(topological K-theory)からその有理コホモロジー（の完備化）への環の準同型を構成することに使うことができる。直線束 L のチャーン指標 ch(L) は、
{\displaystyle \operatorname {ch} (L)=\exp(c_{1}(L)):=\sum _{m=0}^{\infty }{\frac {c_{1}(L)^{m}}{m!}}}
により定義される。
一般のベクトル束 V が 第一チャーン類 {\displaystyle x_{i}=c_{1}(L_{i})} を持つ直線束の直和 {\displaystyle V=L_{1}\oplus ...\oplus L_{n}} であれば、V のチャーン指標 ch(V) は、
{\displaystyle \operatorname {ch} (V)=e^{x_{1}}+\dots +e^{x_{n}}:=\sum _{m=0}^{\infty }{\frac {1}{m!}}(x_{1}^{m}+...+x_{n}^{m}).}
と加法的に定義される。
チャーン指標はベクトル束のテンソル積についてうまく振る舞い、ヒルツェブルフ・リーマン・ロッホの定理の定式化に用いられる。

## 同変K-理論
代数的同変K-理論は群作用つきのスキームに対して定まるK理論である。X をスキームとし、代数群 G の作用が定まっているとする。CohG(X)を G 同変連接層の圈とし、それに対するキレン(Quillen)のQ-構成により代数的K理論を定める。定義により、
{\displaystyle K_{i}^{G}(X)=\pi _{i}(B^{+}\operatorname {Coh} ^{G}(X))}
である。特に、KG0(X) は CohG(X) のグロタンディーク群である。この理論はトーマソン(R. W. Thomason)によって1980年代に研究され 、局所化定理のような通常のK理論における基本的な定理の同変版を証明した。